# Citrus ichangensis × Citrus reticulata var. austera
Yucha (en hangul, 유자; romanización revisada, yuja; McCune-Reischauer, yucha) en coreano o Yuzu (ユズ?  Citrus ichangensis x Citrus reticulata var. austera) en japonés es un cítrico que crece en Asia Oriental. Tiene apariencia de una pequeña naranja, y es de color amarillo o verde.

## Características
El sabor es parecido al de la toronja o pomelo, pero se confunde con el de la mandarina; sin embargo es raro que se coma la fruta. Se usa comúnmente como infusión (véase Yujacha), de la misma forma que se usa el limón. La cáscara se usa como aderezo en salsas.
El yuzu se usa también para hacer mermeladas y dulces. Yuzukoshō, literalmente yuzu y pimienta, es una salsa picante hecha con cáscara de yuzu verde y pimiento verde.
- Datos: Q867776
- Multimedia: Citrus junos / Q867776
- Especies: Citrus × junos